# A Normal Lost Phone
A Normal Lost Phone es un videojuego de puzles de 2017 desarrollado por Accidental Queens y publicado por Playdius y Plug in Digital, lanzado para dispositivos Microsoft Windows, macOS, Linux, Android, iOS, y Nintendo Switch. El juego fue programado por Diane Landais. En septiembre de 2017, salió una secuela de este juego, Another Lost Phone: Laura's Story. Ambos juegos exploran la identidad LGBT y la violencia doméstica.

## Desarrollo
Desarrollado originalmente durante una game jam, los desarrolladores identificarían retrospectivamente los errores de diseño que se rectificaron en la secuela.

## Jugabilidad
Ambos juegos se juegan completamente como una simulación de un teléfono móvil. En cada juego, el jugador tiene la tarea de rebuscar a través de un celular perdido, para descubrir qué le sucedió a su dueño. Cada juego presenta acertijos y puzles en los que el jugador tendrá que usar pistas inferidas de una parte del teléfono para desbloquear otra, como averiguar el año de nacimiento de un personaje para usarlo como contraseña de una aplicación al obtener esta información de otra aplicación del teléfono.

## Argumento

### A Normal Lost Phone
El jugador investiga la vida privada de una persona llamada Sam que vive en la ciudad ficticia de Melren.
A medida que avanza el juego, el jugador descubre varios secretos y sucesos importantes, como el intento de violación de un amiga por parte de otro conocido de Sam. El jugador también se entera de que Sam es una mujer transgénero bisexual llamada Samira y que lo ha estado ocultando a varias personas en su vida, a quienes se presenta como un hombre cisgénero y heterosexual. El jugador eventualmente descubrirá los perfiles de citas de Sam, uno donde se presenta como hombre y otro como mujer; y un foro para otras personas transgénero, donde Sam acepta su verdadero identidad. Eventualmente Sam decide salir del armario con una conocida suya llamada Lola, solo para ser tratada con  hostilidad, lo que le deprime enormemente. Para empeorar las cosas, descubre que tanto sus padres como su novia Melissa son muy intolerantes hacia la comunidad LGBT, lo que lleva a Sam a romper con Melissa.
Sam finalmente acumula suficiente valor como para hablar con su amiga Alice, quien sí le acepta cálidamente. Está desconsolada cuando se da cuenta de que Alice dejará la ciudad para asistir a la universidad en otro lugar, lo que le separará de quien Sam ve como la única persona positiva en su vida, especialmente cuando se entera de que su familia tiene un historial de repudiar a familiares queer. Como última opción, Sam decide abandonar su casa para vivir en una nueva ciudad después de que su padre le regale una motocicleta por su 18 cumpleaños y tira su teléfono, consciente de que alguien podría encontrarlo y revisar su información. La única persona a la que le cuenta su plan es a Alice, quien felicita a Sam por tomar el control de su propia vida y le consuela diciendo que quienquiera que encuentre su teléfono probablemente borrará los datos del teléfono, especialmente si han leído toda la información y se han dado cuenta de que esto es lo que Sam querría. El juego termina cuando el jugador borra los datos del teléfono según el mensaje de Alice.

### Another Lost Phone: Laura's Story
En esta entrega, el jugador tiene en su poder el teléfono móvil de una mujer llamada Laura. Haciendo una pequeña investigación se encuentra con que Laura tiene una vida aparentemente perfecta, idílica incluso, y que está muy enamorada de su novio Ben.
El jugador finalmente se entera de que Laura ha sufrido un grave problema en su trabajo. Una persona desconocida creó una cuenta de correo electrónico falsa con su nombre y reenvió un vídeo erótico privado de ella a todos sus contactos del trabajo, lo que no solo comprometió su empleo sino también la relación de su empresa con otras organizaciones. El evento expuso a Laura al acoso sexual y culminó con tener que trabajar desde casa. Laura inicialmente sospechó que su exnovio Alex, a quien originalmente envió el vídeo años atrás, lo había enviado como un acto de celos, pero Alex le convence de su inocencia. Laura es contactada por una mujer llamada Claire —que inicialmente usa el seudónimo de Amanda—, quien advierte a Laura que Ben es manipulador y fue responsable de todo. Sin embargo, como Ben le había advertido previamente a Laura sobre Claire —diciendo que ella estaba celosa de él en el pasado y que había tratado de sabotear sus relaciones pasadas—, Laura no le cree. Laura también comienza a experimentar síntomas que sugieren que está embarazada y siente que no está lista para tener un hijo con Ben.
Finalmente, queda claro que Laura está en realidad en una relación abusiva con Ben. Por sugerencia de su compañera y amiga Charlotte, Laura asiste a un seminario sobre la violencia doméstica y aprende sobre el ciclo del abuso, y observa las similitudes entre dicho ciclo y su relación con Ben. Lentamente, Charlotte puede abrirle los ojos a Laura para darse cuenta de que Ben la está manipulando. Claire, ahora que Laura confía en ella, revela que Ben era físicamente violento con su anterior novia, y que querer evitar una situación similar es lo que llevó a Claire a contactar a Laura. Laura consigue un trabajo diferente para su empresa desde una ciudad diferente, por lo que tira su teléfono y solicita a quien sea que encuentre el teléfono que habilite el servicio de GPS para guiar a Ben por un camino falso —para evitar que siga acosando a los amigos y familiares de Laura sobre su desaparición— y luego borre los datos del teléfono. El juego termina cuando el jugador lo hace, y el final revela que Laura nunca estuvo embarazada y está disfrutando de su nueva vida lejos de su abusiva expareja.

## Recepción y reconocimientos
En Metacritic, el juego recibió la puntuación 83/100 en iOS, 71/100 en PC, y 73/100 en Switch.
Fue nominado a «Mejor juego para móviles» y «Mejor guión», y ganó el «Premio especial del jurado» con Another Lost Phone: Laura's Story en los premios Ping de 2017; también fue nominado para el premio A-Train al «Mejor juego para dispositivos móviles» en los New York Game Awards 2018; y como «Mejor juego emocional para dispositivos móviles y dispositivos de mano» y «Mejor juego independiente emocional» en los Emotional Games Awards 2018.